# Bertrand Dutheil de La Rochère
Pour les autres membres de la famille, voir Famille Dutheil de La Rochère.
Pour les articles homonymes, voir Dutheil et La Rochère.
Bertrand Dutheil de La Rochère, né le 19 février 1946 à Toulon, est un homme politique français.
Souverainiste issu du Parti communiste français, il participe à la fondation du Mouvement des citoyens en 1993 puis du Mouvement républicain et citoyen en 2003. Il rejoint l'équipe de campagne de Marine Le Pen en 2011 et fonde un parti confidentiel, Patrie et citoyenneté, avant de participer à la scission des Patriotes de Florian Philippot en 2017.

## Biographie

### Famille
Son père et certains de ses frères sont des militaires.
Marié à Dominique de Marin de Carranrais, il a deux enfants, dont Amélie, également engagée en politique. Christian Dutheil de La Rochère (1934-2011), son frère, a été ambassadeur dans plusieurs pays africains. Ludovine de La Rochère, présidente de La Manif pour tous, est sa nièce par alliance.

### Parcours politique
De 1967 à 1987, il est membre du Parti communiste français (PCF).
Lors de Mai 68, il est membre de l’Union des étudiants communistes (UEC). Il est licencié en histoire, diplômé de Sciences Po (promotion 1969) et d'études supérieures en droit public et en science politique.
Ancien cadre d’Électricité de France (EDF), il est conseiller et directeur aux cabinets de Georges Sarre et de Jean-Pierre Chevènement, et chef du Service de presse au Service d’informations et de relations publiques des armées (SIRPA).
Cofondateur du Mouvement des citoyens (MDC), il en est le secrétaire national à la communication avant de participer à la fondation du Mouvement républicain et citoyen (MRC) où il occupera d'autres fonctions nationales.
Il est exclu du MRC après avoir déclaré, en septembre 2011, qu'il apporte son soutien à la candidature de Marine Le Pen à l'élection présidentielle de 2012,. Il est nommé conseiller « République et laicité » dans son équipe de campagne le mois suivant, puis porte-parole de la campagne en janvier 2012,. Il fonde Patrie et citoyenneté, un parti politique membre du Rassemblement bleu Marine, avec l'ambition de « rassembler tous ceux qui, dans l'ancien monde, étaient de gauche et qui, dans le nouveau monde, par souci de cohérence et de continuité, veulent soutenir l'action de Marine Le Pen ». Il est ensuite candidat du Front national (FN) dans la troisième circonscription de l'Aisne pour les élections législatives, où il arrive en troisième position au premier tour avec 16,30 % des voix. Il s'investit durant la campagne pour l'obtention des parrainages nécessaire de la candidate frontiste dans « une lettre ouverte aux maires ».
En septembre 2017, il annonce dans une lettre ouverte « aux patriotes et aux républicains de droite et de gauche » avoir rejoint le parti dissident du FN Les Patriotes de Florian Philippot, dont il devient référent national pour la politique étrangère.

## Publications
- Les Civilisations occidentales, une histoire en quête d'avenir, Economica, 2009,  (ISBN 2-7178-5709-5).
- L’identité Res-publicaine de la France, Perspectives Libres, 2024,  (ISBN 9782487376090)

## Mandats
- Conseiller régional d'Île-de-France, groupe Rassemblement National : 18 décembre 2015 – 27 juin 2021

## Pour approfondir